# NGC 5091
NGC 5091 est une vaste galaxie spirale vue par la tranche et située dans la constellation du Centaure. Sa vitesse par rapport au fond diffus cosmologique est de 3 858 ± 46 km/s, ce qui correspond à une distance de Hubble de 56,9 ± 4,0 Mpc (∼186 millions d'al). NGC 5091 a été découverte par l'astronome britannique John Herschel en 1834.

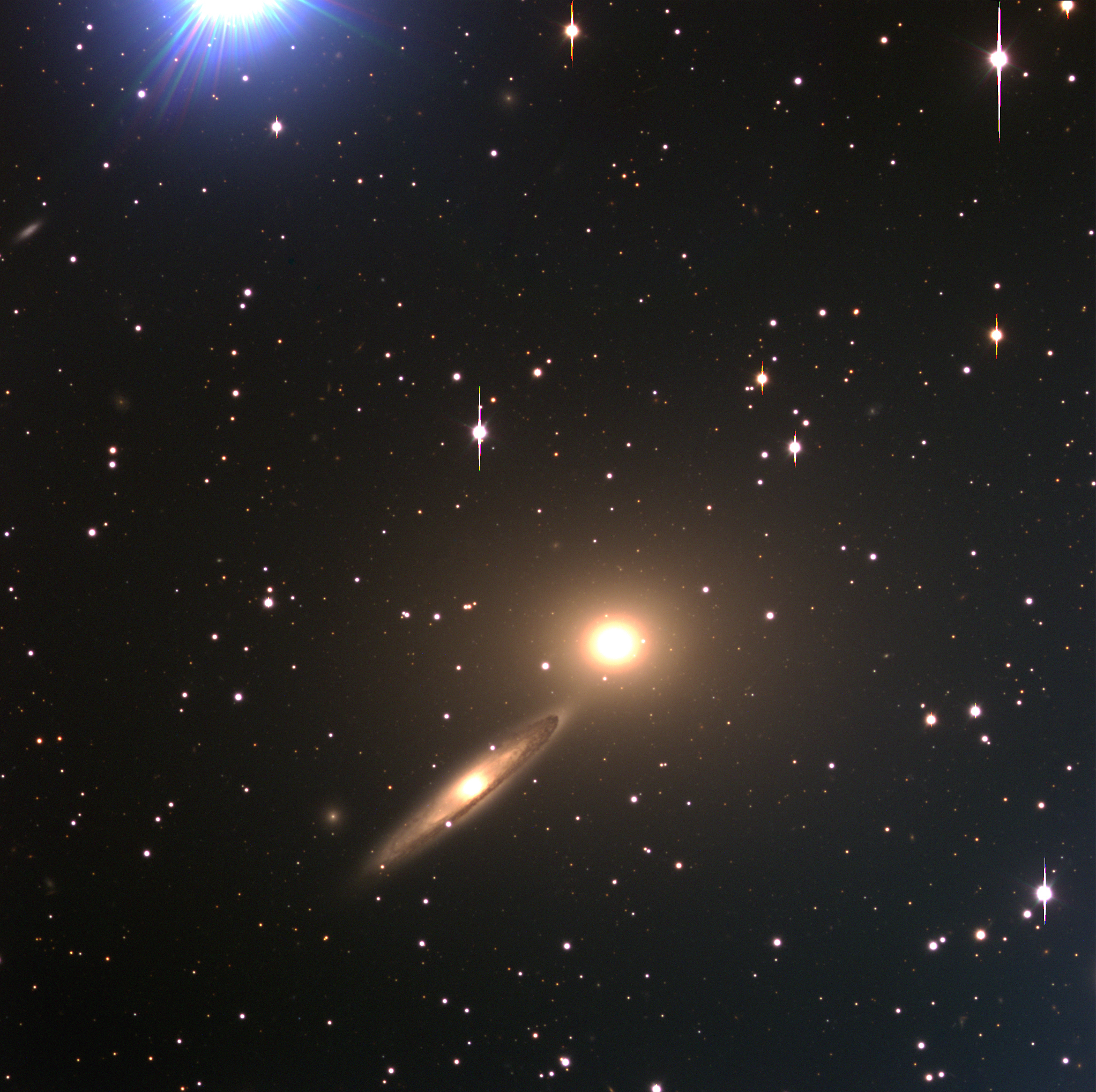
NGC 5090 et NGC 5091 par l'ESO

La classe de luminosité de NGC 5091 est II.

## Groupe de NGC 5011
Selon A. M. Garcia, NGC 5091 fait partie du groupe de NGC 5011. Ce groupe de galaxies compte au moins 19 membres, dont NGC 4946, NGC 5011, NGC 5026, PGC 46597 (≠ NGC 5086) et NGC 5090.